# Éthyldichloroarsine
L'éthyldichloroarsine (ED ou Dick en abrégé,) ou dichloroéthylarsine est un composé organique contenant un atome d'arsenic et de formule brute C2H5AsCl2.
L'éthyldichloroarsine peut être obtenu en chlorant l'éthylarsénoxyde : 
C2H5AsO + 2HCl → C2H5AsCl2 + H2O.
La molécule d'éthyldichloroarsine est pyramidale avec les angles Cl-As-Cl et C-As-Cl approchant 90 °.
Ce liquide volatil incolore est un vésicant obsolète hautement toxique qui a été utilisé pendant la Première Guerre mondiale comme arme chimique,. Il a été synthétisé pour la première fois en 1881.